# Myrmeleon (Myrmeleon) laemargus
Myrmeleon (Myrmeleon) laemargus is een insect uit de familie van de mierenleeuwen (Myrmeleontidae), die tot de orde netvleugeligen (Neuroptera) behoort. 
Myrmeleon (Myrmeleon) laemargus is voor het eerst wetenschappelijk beschreven door Navás in 1914.